# Deutsche Fußballmeisterschaft der B-Junioren 1990/91
Die deutsche B-Jugendmeisterschaft 1991 war die 15. Auflage dieses Wettbewerbes. Meister wurde Eintracht Frankfurt, das im Finale Hertha BSC mit 8:4 n. V. besiegte.

## Teilnehmende Mannschaften
An der B-Jugendmeisterschaft nahmen die 16 Landesverbandsmeister teil.
| Regionalverband Nord                                                                                                   | Regionalverband West                                                                   | Regionalverband Südwest                                                            | Regionalverband Süd | Berlin               |
| --- | -------------------------------------------------------------------------------------- | ---------------------------------------------------------------------------------- | --- | -------------------- |
| - Schleswig-Holstein: 1. FC Phönix Lübeck - Hamburg: Hamburger SV - Bremen: Werder Bremen - Niedersachsen: Hannover 96 | - Westfalen: FC Schalke 04 - Mittelrhein: 1. FC Köln - Niederrhein: Bayer 05 Uerdingen | - Rheinland: TuS Koblenz - Südwest: 1. FC Kaiserslautern - Saarland: FC 08 Homburg | - Hessen: Eintracht Frankfurt - Baden: Karlsruher SC - Südbaden: SC Freiburg - Württemberg: SSV Reutlingen 05 - Bayern: 1. FC Nürnberg | - Berlin: Hertha BSC |

## Achtelfinale
Hinspiele: So 02.06. Rückspiele: So 09.06.
|                      | Gesamt |                       | Hinspiel | Rückspiel |
| -------------------- | ------ | --------------------- | -------- | --------- |
| Gruppe Nord-West:    |        |                       |          |           |
| 1. FC Phönix Lübeck  | 1:3    | Hamburger SV          | 0:2      | 1:1       |
| SV Werder Bremen     | 2:3    | FC Schalke 04         | 2:0      | 0:3       |
| Hertha BSC           | 10:40  | Hannover 96           | 5:0      | 5:4       |
| 1. FC Köln           | 2:4    | FC Bayer 05 Uerdingen | 1:2      | 1:2       |
| Gruppe Süd-Südwest:  |        |                       |          |           |
| Eintracht Frankfurt  | 10:40  | 1. FC Nürnberg        | 5:2      | 5:2       |
| Karlsruher SC        | 7:1    | TuS Koblenz           | 6:0      | 1:1       |
| SC Freiburg          | 4:1    | FC 08 Homburg         | 1:1      | 3:0       |
| 1. FC Kaiserslautern | 4:0    | SSV Reutlingen 05     | 1:0      | 3:0       |

## Viertelfinale
Hinspiele: So 16.06. Rückspiele: So 23.06.
|                     | Gesamt          |                       | Hinspiel | Rückspiel |
| ------------------- | --------------- | --------------------- | -------- | --------- |
| Gruppe Nord-West:   |                 |                       |          |           |
| Hamburger SV        | 02:13           | FC Schalke 04         | 1:4      | 1:9       |
| Hertha BSC          | 5:5 (3:1 i. E.) | FC Bayer 05 Uerdingen | 3:0      | 2:5       |
| Gruppe Süd-Südwest: |                 |                       |          |           |
| Eintracht Frankfurt | 6:2             | Karlsruher SC         | 5:1      | 1:1       |
| SC Freiburg         | 3:3 (4:5 i.E)   | 1. FC Kaiserslautern  | 1:1      | 2:2       |

## Halbfinale
Hinspiele: So 30.06. Rückspiele: So 07.07.
|                     | Gesamt |                      | Hinspiel | Rückspiel |
| ------------------- | ------ | -------------------- | -------- | --------- |
| Gruppe Nord-West:   |        |                      |          |           |
| FC Schalke 04       | 01:11  | Hertha BSC           | 0:4      | 1:7       |
| Gruppe Süd-Südwest: |        |                      |          |           |
| Eintracht Frankfurt | 3:2    | 1. FC Kaiserslautern | 1:1      | 2:1       |

## Finale
| Eintracht Frankfurt                                                                   | Eintracht Frankfurt | Hertha BSC | Hertha BSC |
| ------------------------------------------------------------------------------------- | --- | --- | ---------- |
| Eintracht Frankfurt                                                                   | \| Sonntag, 14. Juli 1991 um 11:00 Uhr in Frankfurt am Main (Stadion am Bornheimer Hang) \| \| Ergebnis: 8:4 n. V. (4:4, 1:0) \| \| Zuschauer: 5.000 \| \| Schiedsrichter: Hermann Albrecht (Kaufbeuren) \|                      | \| Sonntag, 14. Juli 1991 um 11:00 Uhr in Frankfurt am Main (Stadion am Bornheimer Hang) \| \| Ergebnis: 8:4 n. V. (4:4, 1:0) \| \| Zuschauer: 5.000 \| \| Schiedsrichter: Hermann Albrecht (Kaufbeuren) \|                    | Hertha BSC |
| Eintracht Frankfurt                                                                   | Carsten Nulle – Frank Wilde – Sener Akkus, Orf – Mirco Leuschner, Sascha Lense (86. Oliver Buch), Sven Niesner, Michael Groh , Slobodan Kresovic (90. Stefan Gessner) – Matthias Hagner, Michael Aničić Cheftrainer: Gernot Lutz | Manuel Greil – Markus Stern – Tobias Mielke, Engel – Sven Kleinert, Christian Schneider, Daniel Mijailovic (53. Kevin Hegend), Kemal Cerkez, Hakan Dortay (58. Müller) – Hakki Celik, Goya Jaekel Cheftrainer: Jürgen Wittkamp | Hertha BSC |
| Eintracht Frankfurt                                                                   | 1:0 Sascha Lense (7.) 2:1 Sascha Lense (49.) 3:2 Sascha Lense (85.) 4:2 Michael Groh (89.) 5:4 Oliver Buch (95.) 6:4 Matthias Hagner (96.) 7:4 Oliver Buch (98.) 8:4 Matthias Hagner (100.)                                      | 1:1 Mijalovic (49.) 2:2 Goya Jaekel (70.) 4:3 Goya Jaekel (90.) 4:4 Hakki Celik (90.+2') | Hertha BSC |
| Eintracht Frankfurt                                                                   | Müller, Jaekel | | Hertha BSC |
| Eintracht Frankfurt                                                                   | Zeitstrafe: Engel | | Hertha BSC |
| Sonntag, 14. Juli 1991 um 11:00 Uhr in Frankfurt am Main (Stadion am Bornheimer Hang) | | |            |
| Ergebnis: 8:4 n. V. (4:4, 1:0)                                                        | | |            |
| Zuschauer: 5.000                                                                      | | |            |
| Schiedsrichter: Hermann Albrecht (Kaufbeuren)                                         | | |            |